# Bloedbad van Babi Jar
Babi Jar (Oekraïens: Бабин Яр, Babyn Jar; Russisch: Бабий Яр, Babi Jar) is een ravijn in Kiev. In 1941 werden er door de nazi's meer dan 100.000 mensen (meest Joden) vermoord (sommige bronnen vermelden 250.000 slachtoffers).

## Bloedbad

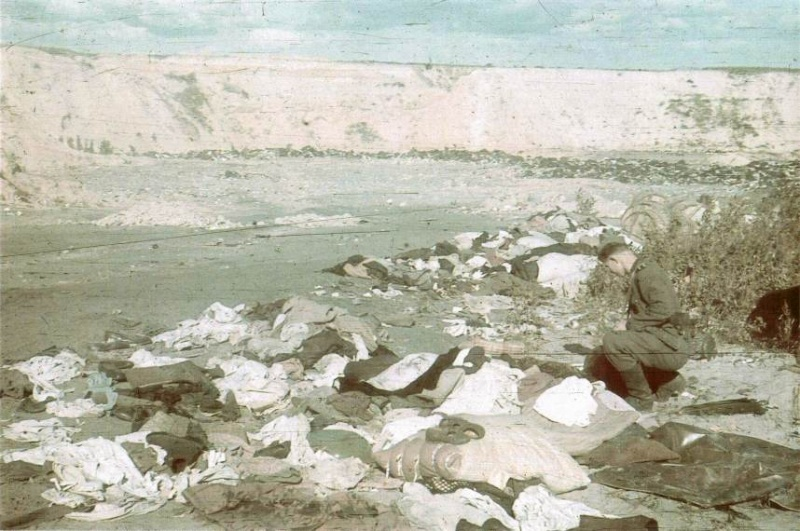
Een SS-soldaat doorzoekt de bezittingen die de Joden achter moesten laten voordat ze het ravijn ingedreven werden.

Voor de invasie van de nazi's woonden er ongeveer 175.000 Joden in Kiev. Het negenentwintigste korps en het zesde Duitse leger namen deze stad in op 19 september 1941. Ongeveer 100.000 Joden waren toen al de stad ontvlucht. Vlak na de Duitse inname werd door de NKVD (de geheime dienst van de Sovjet-Unie) een aanzienlijk aantal gebouwen in het centrum van Kiev opgeblazen. De gebouwen waren veelal in gebruik genomen door de Duitse legerleiding, waardoor de meeste slachtoffers van Duitse afkomst waren. Ter vergelding besloten de Duitsers op 26 september 1941 dat alle Joden van Kiev ter dood zouden worden gebracht. Twee dagen later werden de Joden gesommeerd zich de volgende morgen om acht uur in de stad te verzamelen, onder het voorwendsel dat ze zouden worden geherhuisvest.
Op 29 en 30 september 1941 werden bijna 34.000 Joden van het getto naar het ravijn "Babi Jar" (= ravijn van oude vrouwen) gedreven. Het lag destijds net buiten de stad, naast de Joodse begraafplaats. Van hun bezittingen hadden de Joden alles achter moeten laten wat ze niet konden dragen. Ze werden in twee door prikkeldraad afgezette terreinen gedreven, bewaakt door leden van het Sonderkommando uit Einsatzgruppe C, de Waffen-SS en Oekraïense collaborateurs. Daar werden zij hardhandig gedwongen zich te ontkleden (later hoefde dit niet meer) en af te dalen in het ravijn. De eerste groepen werden gedwongen op de bodem te liggen, met het gezicht naar beneden, waar ze door Duitsers met machinegeweren werden vermoord. De lijken werden bedekt met dunne lagen aarde, waarna de volgende groepen werden gedwongen daarbovenop te liggen, opdat ze op dezelfde manier om het leven gebracht konden worden. Zo werden volgens de gegevens van de nazi's in twee dagen de 33.771 verzamelde Joden gedood. Vanwege het zeer grote aantal in korte tijd neer te schieten mensen, kon het gebeuren dat een enkeling niet overleed. Zij werden levend begraven of slaagden erin om zwaargewond onder de lijken vandaan te kruipen en een schuilplaats te zoeken.

## Nasleep
In de maanden na deze eerste twee dagen werd het grootste deel van de rest van de Joden in Kiev vermoord. Sommige inwoners van Kiev hielpen Joden zich te verschuilen, maar velen maakten zich schuldig aan verraad. Nadat de meeste Joden gedood waren, werd Babi Jar omgevormd tot een kamp (kamp Syrets) waar duizenden slachtoffers, voor het merendeel zigeuners en sovjet-oorlogsgevangenen, uit andere delen van Oekraïne naartoe werden gebracht om te worden gedood. Enkele honderden gevangenen werden ingekwartierd om te werken voor de Duitse SS'ers en Oekraïense bewakers. De meeste gevangenen werden na enkele weken vermoord en vervangen door anderen die hun werk moesten voortzetten. Uiteindelijk waren, hoewel het merendeel van het totaal van de slachtoffers nog steeds Joden waren, alle etnische groepen uit Kiev vertegenwoordigd onder de slachtoffers. Zij werden geëxecuteerd om uiteenlopende redenen. Ongeveer honderd krijgsgevangen zeelieden van de Sovjet-vloot werden geëxecuteerd nadat ze de lichamen van eerdere slachtoffers hadden opgeruimd. Zigeuners werden uit andere kampen naar het kamp gebracht om er te worden gedood. De bewoners van een psychiatrische inrichting werden vergast en in het ravijn gedumpt. Ook drie voetballers van het voetbalteam FC Start werden in het kamp geëxecuteerd vanwege hun aandeel in de vernedering van het Duitse team Flakelf in de Dodenwedstrijd.
Halverwege 1943 trokken de Duitsers zich terug toen het Rode Leger westwaarts trok. De nazi's trachtten het bewijs van hun slachting te vernietigen om hun schuld te verbergen. Vanwege de gruwelijkheid van dit werk, lieten zij dit aan gevangenen van kamp Syrets over. Zij moesten de lijken uit de verscheidene massagraven blootleggen. Daartoe moest eerst de bovenste laag aarde worden weggegraven. Daarna werden de verstrengelde en vergane lijken uit elkaar gehaald. Om dit werk te vergemakkelijken (en versnellen) hadden de nazi's speciale tangen gemaakt, die onder de kin van de lijken moesten worden geslagen. Zo konden ze meestal worden verwijderd, soms moesten er ook nog bijlen en zelfs dynamiet aan te pas komen. De stank was verschrikkelijk. Nadat de lijken uit de massagraven waren gehaald, werden kostbaarheden verzameld (voornamelijk gouden tanden en sieraden). Vervolgens werden de lijken gecremeerd en vermaalde men de overgebleven beenderen. Ondanks verwoede pogingen alle sporen te wissen, slaagden de nazi's hier niet in omdat enkele gevangenen wisten te ontsnappen. Er waren ook een paar overlevenden en ooggetuigen, die precies wisten wat zich had afgespeeld. Het Sovjetleger bevrijdde Kiev op 6 november 1943.

## Overlevenden
Ten minste 29 overlevenden zijn bekend. Een van de meest geciteerde getuigenissen uit een documentaire over Babi Jar, is die van Dina Pronitsjeva, een actrice van het poppentheater in Kiev. Zij is een van de overlevenden en werd gedwongen om naar het ravijn te lopen, waarna ze zou worden neergeschoten. Ze sprong voordat ze werd neergeschoten en viel op de andere lichamen, waar ze zich dood hield. Ze bleef stil liggen terwijl de nazi's doorgingen met schieten op gewonde en kermende slachtoffers. Hoewel de SS het massagraf met aarde probeerde te bedekken, wist ze door de aarde te klimmen en te ontsnappen. Omdat het donker werd, moest ze zaklampen van de nazi's die schoten op nog levende lichamen, vermijden. Zij is een van de weinige overlevenden van de massaslachting en heeft haar verhaal laten optekenen door de schrijver Anatoli Koeznetsov.
Een andere overlevende, Jakov Kaper, vertelt in een gedetailleerd verslag hoe hij wordt geëscorteerd naar Babi Jar. Onderweg ziet hij een schedel en botten, van een mens. Dan wordt het hem duidelijk dat er geen weg terug is. Hij wordt er met nog vier mannen uitgepikt en moet voor een gecamoufleerde schutting zitten. Hij hoort nergens geweerschoten en denkt dat dat een goed teken is. Als het zijn beurt is om achter de schutting te worden geleid, ziet hij de stapel lijken liggen. Hij roept het uit: "Dit is genoeg, schiet me dan meteen maar neer", waarna hij in de boeien wordt geslagen en er te werk wordt gesteld.

## Herdenken

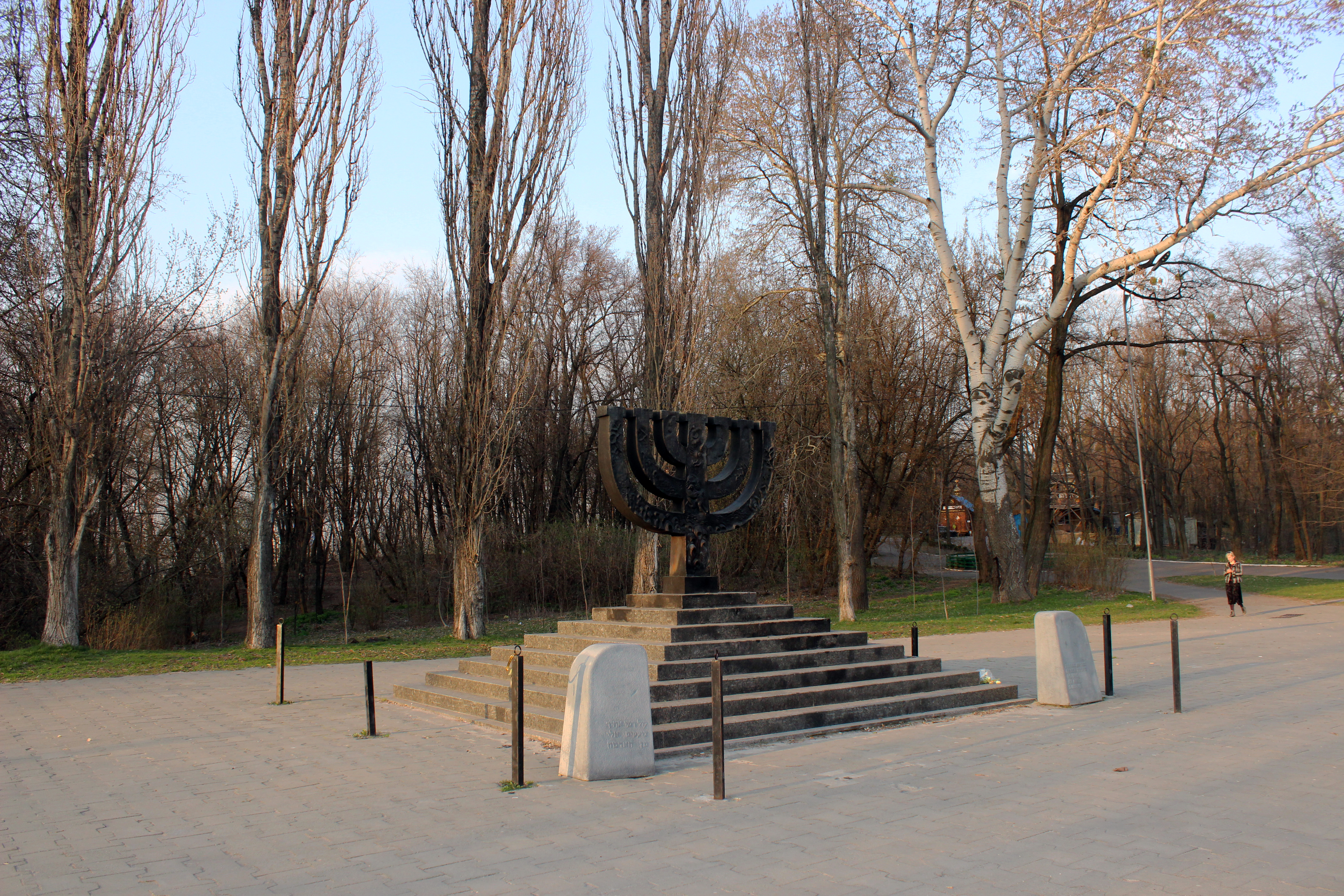
Het monument uit 1991

Na het einde van de Tweede Wereldoorlog ging er enige tijd overheen voordat een gedenkteken werd geplaatst bij Babi Jar. Pas nadat Chroesjtsjov aan de macht was gekomen, werd deze wens ingewilligd. In 1961 publiceerde de dichter Jevgeni Jevtoesjenko een gedicht, genaamd "Babi Jar", waarvan de beginregel luidt: Er staat geen monument bij Babi Jar. Er is alleen de steile afgrond, als een ruwe gedenksteen. Ik ben bang. Dit gedicht is op indrukwekkende wijze op muziek gezet door Dmitri Sjostakovitsj in het eerste deel van diens dertiende symfonie. In 1966 werden architecten en kunstenaars uitgenodigd om voorstellen voor een monument in te dienen. Het duurde acht jaar voordat het monument was gebouwd. Sinds 1974 staat er een monument bij het ravijn, maar de inscriptie vermeldt geen Joodse slachtoffers. In 1991 werd een monument in de vorm van een menora opgericht ter nagedachtenis aan de omgekomen Joden in Babi Jar.
Op 25 juni 2001 bezocht paus Johannes Paulus II Babi Jar tijdens een pelgrimsreis door Oekraïne. Hij ontmoette daar enkele vertegenwoordigers van de Oekraïens-Joodse gemeenschap, inclusief hoofdrabbijn Jakov Dov Bleich.
Op 6 oktober 2021 opende president Zelensky een nieuw herdenkingscentrum ter plaatse. Daarbij waren de Israëlische president Herzog en de Duitse president Steinmeier aanwezig.